# Walter HWK 109-509
Walter HWK 109-509 era um motor de foguete bipropelente de combustível líquido alemão que alimentava os aviões Messerschmitt Me 163 Komet e Bachem Ba 349. Foi produzido pela Hellmuth Walter Kommanditgesellschaft (HWK) a partir de 1943, com a produção de licenças pelas instalações da firma Heinkel em Jenbach, na Áustria.